# 83-as főút (Magyarország)
A 83-as főút Városlődtől Győrig tart.

## Nyomvonala
A 8-as számú főutat köti össze Győr-Moson-Sopron vármegye székhelyével, egyben a Nyugat-Dunántúl központjával. A Bakony hegységen keresztül haladva éri el a Kisalföldet; Pápa térségét is érinti, a város nagy részét elkerülve.

## Települések a főút mentén
Városlőd község Veszprém vármegye közepén 350 méter tengerszint feletti magasságban fekszik. A település mellett húzódik a 8-as számú főút, melyből itt ágazik le a 83-as főút Győr felé. A Bakony hegység 400 méteres szintjén vezet az autóút Farkasgyepűig. A táj egyik legszebb települése, kiránduló és turisztikai célpont.
Pápa Veszprém vármegye északi területének dinamikusan fejlődő központja. Vonzáskörzetébe több település is tartozik. A 83-as főútba a város területén 7 országos közút csatlakozik. Az átkelési szakasz hossza közel 7 kilométer. A főút nyomvonala korábban Pápa központján keresztül vezetett, emiatt jelentős átmenő forgalom haladt át a történelmi belvároson. A 90-es évek elején ezért a helyi önkormányzat a Veszprém Megyei Állami Közútkezelő Kht.-val közösen kezdeményezte a város közlekedési állapotának felmérését és közlekedési állapotának javítását, aminek eredményeként a főút ezen a szakaszon új, a lakott területektől távol . (A beruházás lebonyolítása és annak eredménye a Mai állapot című részben olvasható.)
A Bakony északnyugati szomszédságában már a Kisalföld tágas mezősége terül el. A Bakony erdős hegyei és a Marcal közötti síkság közepén található Pápa városa, az egész vidék földrajzi, történelmi gazdasági és közigazgatási központja. A várossal északon határos Takácsi község területe. Gyarmat község már Győr-Moson-Sopron vármegyében fekszik, a Marcal-medence és  Sokoró-dombvidék találkozásánál. A település felszíne enyhén dombos, közlekedés-földrajzi helyzete kedvező.

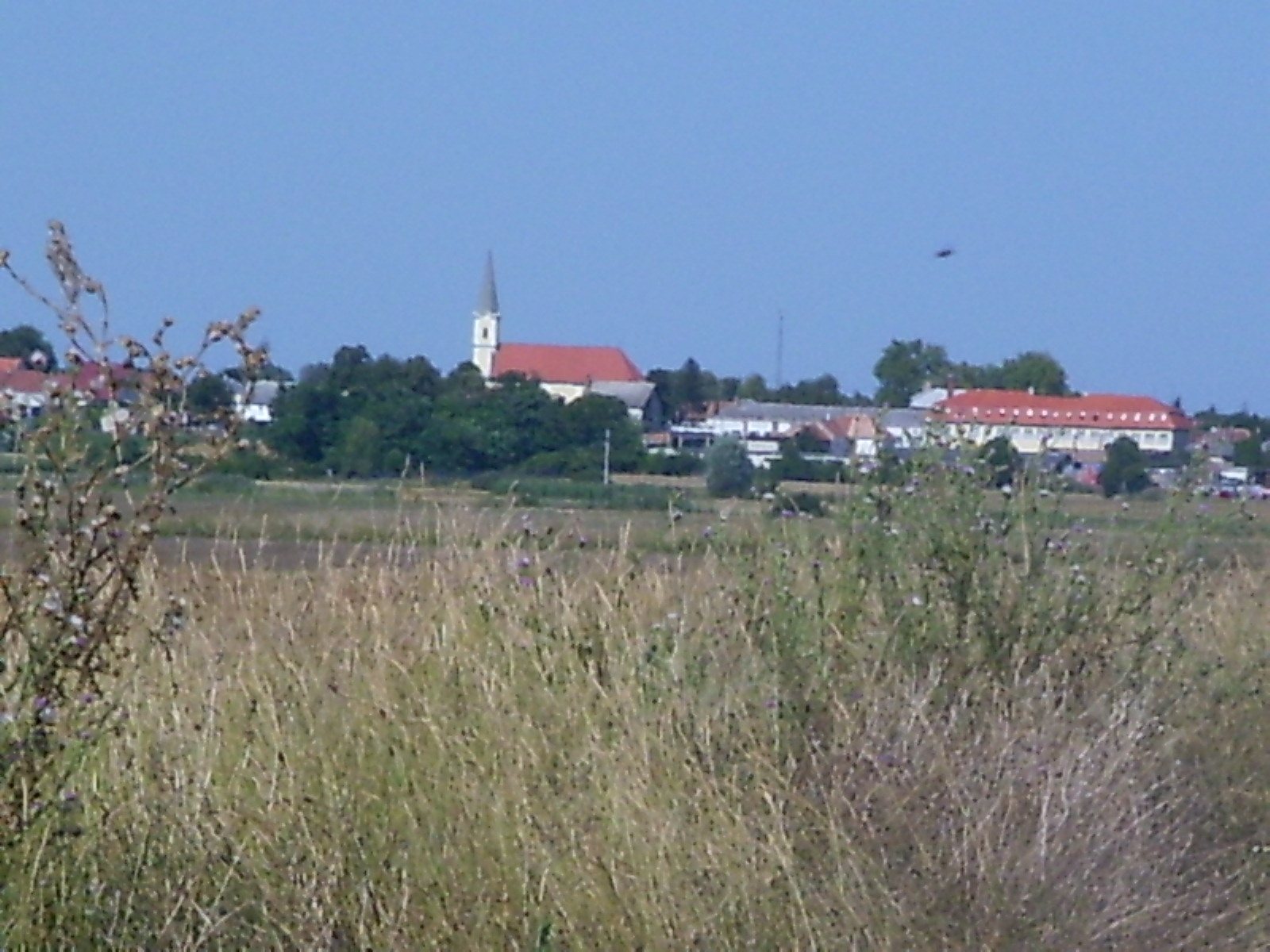
Tét távlati képe a 83-as útról

Az úton továbbhaladva a Tét településhez tartozó Tétszentkúton suhanunk keresztül. Az út mellett a római katolikus templom, mint búcsújáróhely mellett visz el az út. A tőle 3 km távolságra lévő Tét város a Pápa-Győr távolság felezőjén fekszik. A térségben mikrocentrum szerepet tölt be. Ingázási központtá vált. A Sokorói-dombvidék nyugati vonulatának a Sokorónak az északi végén terül el a dombság és a Kisalföld találkozásánál. Az M1-es autópálya jóvoltából erősen javult a falu megközelíthetősége.
Győr közigazgatási területére beérve, elérjük azt az útkorszerűsítést, amit az 1990-es évek elején készítettek. A főútvonal itt 2x2 sávosra szélesedik ki. Az út elkerüli Ménfőcsanakot, de az út majdnem teljes hosszán 60 km/órás korlátozás van, mert egymást érik a becsatlakozó alsóbbrendű utak és a nagy bevásárló-központok. (METR0, TESCO,) A 2x2 sávos főútvonal végén, az útvonal körforgalomba torkollik. Innen kilépve azonos útvonalon érünk a 82-es főúttal közös nyomvonalon az útvonal végére, ami az 1-es főúton van. Győrben csaknem 900 millió forintból, döntően állami forrásból, közlekedési beruházások kezdődtek. A többi mellett megújul a 83-as főút Pápa és a megyeszékhely közötti szakasza.

## Története
1934-ben a kereskedelem- és közlekedésügyi miniszter 70 846/1934. számú rendelete, a később kiépült települési elkerülő szakaszait leszámítva a teljes mai hosszában harmadrendű főúttá nyilvánította: a Városlőd-Pápa közti szakaszt 821-es, a Győrig tartó folytatást pedig 826-os útszámozással.

### Mai állapota
A pápai elkerülő út csatlakozik a már 2002-ben átadott, I. ütemben megépített Városlőd felőli csomópont és a Celli úti csomópont közötti szakaszhoz. Így  mintegy 11 kilométer hosszú, 2x1 sávos főúton lehet közlekedni. Az elkerülő út engedélyezési tervei 2000-ben készültek el. Pápa Város Önkormányzata az elkerülő út építéséhez szükséges területek megszerzését saját erőből vállalta, ezzel jelentős segítséget nyújtott a beruházáshoz. A Pápa várost elkerülő (I. és II. ütem), beruházási költsége közel 5,8 milliárd forintot tett ki. A beruházás megvalósítása két ütemben történt.
Az I. ütem: a 83-as számú főút Városlőd felőli kezdőcsomópontja és Celli úti csomópont közötti szakasz. Az I. ütem építése költségvetési forrásból, az Útgazdálkodási- és Koordinációs Igazgatóság beruházásában, a Veszprém Megyei Állami Közútkezelő Kht. lebonyolításában valósult meg 2001 szeptembere és 2002 áprilisa között. A szakasz kivitelezője a MÁVÉPCELL Kft. volt. A  6 kilométer hosszú szakaszon három körforgalmú és két hagyományos szintbeli csomópont épült. Az I. ütem megvalósításának költsége 2,15 milliárd forint volt. A II. ütem: a Celli úti csomópont és a Győr felé vezető 83-as számú főúti csomópont közötti szakasz. A 2002 májusa és 2003 novembere között készült el, a II. ütem beruházója a Nemzeti Autópálya Rt., generálkivitelezője a VEGYÉPSZER Rt. volt. Az 5 kilométer hosszú út beruházási költsége 3,62 milliárd forint volt. Az új szakaszon két hagyományos szintbeli csomópont, két vasútvonal feletti, háromnyílású közúti híd és a Bakonyér patak háromnyílású hídja épült meg. A csornai és a celli vasútvonal külön szintű keresztezése miatt a II. ütem építése jelentős földmunkával járt. A beépített töltésanyag mennyisége 280 ezer m³ földmunkával járt.
2018-ban készült el Győr bevezető szakaszának első egy kilométeres szakasza, amelyet a 2020-ban induló fejlesztések köszönhetően a bevezető további 3 km-en bővül 2×2 sávosra. A szakasz elején a Malom utcánál, illetve az Új Élet utcánál körforgalmú csomópontok is épülnek.
2020. október 15-én projektindító eseményt tartottaka további 36 km-es szakasz kivitelezésére. A Pápa és Tét déli csomópontja között a Duna Aszfalt Kft. valósítja meg a munkálatokat, a Tét déli csomópontja és Győr közötti szakasz pedig a Soltút Kft kivitelezésében készül el összesen 132 milliárdért. A forgalomba helyezés 2023-ban valósult meg.

## Külső hivatkozások
- http://www.kisalfold.hu/gyori_hirek/83-as_fout_nem_csak_a_felujitas_ara_szamit/2071166/ Archiválva 2009. március 18-i dátummal a Wayback Machine-ben
- http://gazdasag.ma.hu/tart/rcikk/c/0/67289/1